# Guzmania henniae
Guzmania henniae är en gräsväxtart som beskrevs av Hans Edmund Luther. Guzmania henniae ingår i släktet Guzmania och familjen Bromeliaceae. Inga underarter finns listade i Catalogue of Life.